# مارك ارتشر
مارك ارتشر (بالإنجليزية: Mark Archer)‏ هو منتج أفلام وكاتب سيناريو ومخرج أمريكي، ولد في 1973.

## وصلات خارجية
- مارك ارتشر على موقع IMDb (الإنجليزية)
- مارك ارتشر على موقع ألو سيني (الفرنسية)
- مارك ارتشر على موقع أول موفي (الإنجليزية)
- مارك ارتشر على موقع قاعدة بيانات الأفلام السويدية (السويدية)
- مارك ارتشر على موقع قاعدة بيانات الفيلم (الإنجليزية)
- مارك ارتشر على موقع كينوبويسك (الروسية)